# الکساندر هسلر
الکساندر هسلر (انگلیسی: Alexander Hesler; ۱۲ ژوئیهٔ ۱۸۲۳ – ۵ ژوئیهٔ ۱۸۹۵) عکاس آمریکایی فعال در ایالت ایلینوی ایالات متحده بود. او بیشتر به خاطر عکاسی از تصاویر نمادین بی‌ریش آبراهام لینکلن در سال‌های ۱۸۵۸ و ۱۸۶۰ شهرت دارد.

## زندگی‌نامه
هسلر در مونترال متولد شد. او در دهه ۱۸۵۰ و اوایل دهه ۱۸۶۰ عکاسی داگروتایپ و آمبروتایپ را آموخت و عکاسی می‌کرد. با این حال، در شرکت با بسیاری از همکارهای صنعتگر خود، در دهه ۱۸۵۰ در عکاسی با صفحه شیشه‌ای آموزش دید و پس از آن در آن تخصص یافت. او استودیوهایی را در گالنای شیکاگو و اسپرینگفیلد ایلینوی اداره می‌کرد و از مردم و صحنه‌هایی در ایلینوی عکس می‌گرفت. او همچنین با استفاده از یک تاریک‌خانه قابل حمل، صحنه‌های منظره‌ای را از ایالت‌ها و قلمروهای مجاور منطقه‌ی غرب میانه آمریکا عکس گرفت.
پرتره‌های شناخته شده هسلر شامل عکس‌هایی از دو شخصیت سیاسی اصلی ایلینوی در زمان خود، لینکلن و سناتور فدرال استیون ای. داگلاس است. در انتخابات ریاست جمهوری سال ۱۸۶۰، دوستان لینکلن اقداماتی را انجام دادند تا تصاویر هسلر به عنوان آثاری از تصویرسازی لینکلن تثبیت کنند.
کار تاریک‌خانه قابل حمل هسلر شامل تصویری از آبشار مینه‌هاها بود، آبشاری که در شهر مینیاپولیس ایالات متحده قرار داشت.

## آثار
هسلر عکاسی بود که هدفش خلق عکس‌هایی با ارزش هنری ماندگار بود. او به خاطر کیفیت کارهای پرتره و عکاسی در فضای باز شناخته شد.
پس از بازنشستگی هسلر در سال ۱۸۶۵، او استودیوی شیکاگو و نگاتیوهای خود را به یکی از عکاسان، جورج بوچر آیرس، سپرد. تعدادی از شناخته‌شده‌ترین تصاویر هسلر از لینکلن، چاپ‌های پلاتینی هستند که توسط آیرس از نگاتیوهای هسلر تولید شده‌اند.
نگاتیوهای شیشه‌ای هسلر در سال ۱۸۶۰ پس از مرگ لینکلن به‌عنوان پایه‌ای برای تصاویر بیشتر از رئیس‌جمهور، از جمله مجسمه‌های نیم‌تنه مجسمه‌سازانی مانند گوتزن بورگلوم استفاده شد.
الکساندر هسلر در ریسین، ویسکانسین به خاک سپرده شده است. یک فیلم مستند کوتاه درباره قبرستان تپه، جایی که او در آن دفن شده است، در سال ۲۰۱۴ منتشر خواهد شد که بخشی از آن هسلر را به نمایش می‌گذارد.

## نگارخانه

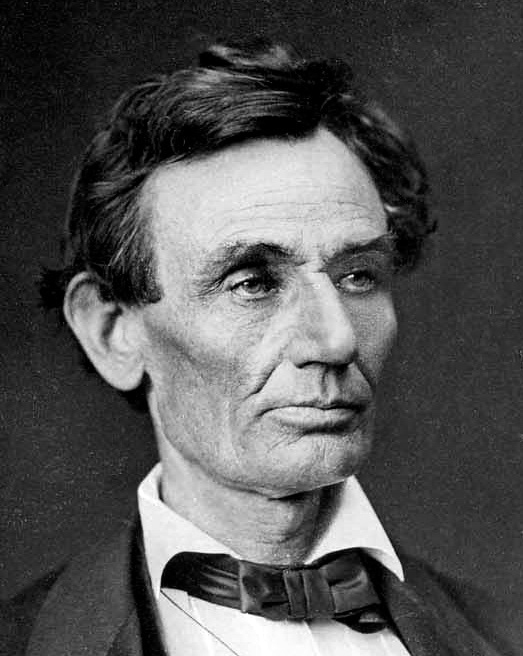
الکساندر هسلر در سال ۱۸۶۰ از لینکلن عکس گرفت.
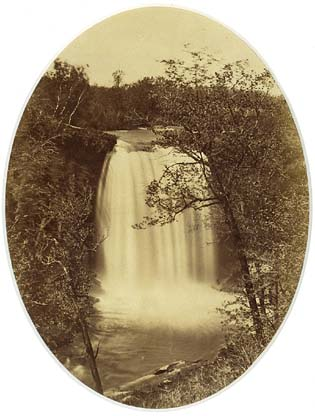
هسلر آبشار مینه‌هاها را در سال ۱۸۵۵ به تصویر کشید.
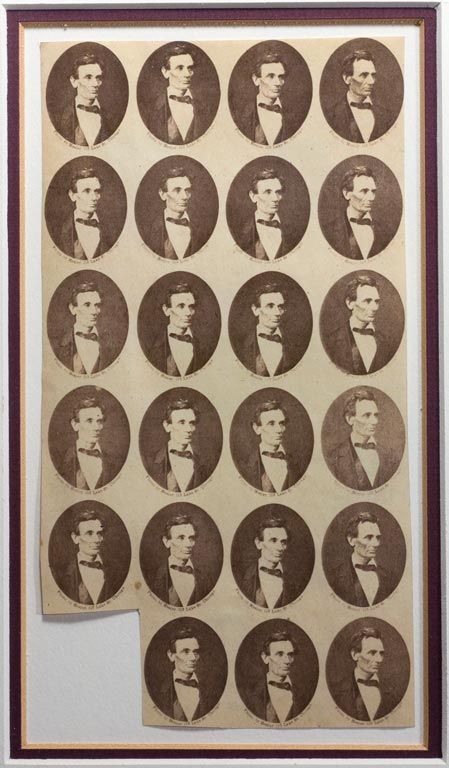
هسلر-لینکلن، چاپ سالت برای استفاده در مبارزات انتخاباتی ۱۸۶۰.